# 花が咲く 太陽浴びて
「花が咲く 太陽浴びて」（はながさく たいようあびて）は、日本の女性アイドルグループ・モーニング娘。が2018年1月28日にアップフロントワークスから配信されたデジタル・ダウンロードシングル。モーニング娘。'18（モーニングむすめ。ワンエイト）名義でリリースされた。

## 解説
- コラボレーションユニット、および別名義を除くモーニング娘。としては2作目のデジタル・ダウンロード専売シングル。
- 2018年1月2日より開催されているハロー！プロジェクトのコンサート「Hello! Project 20th Anniversary!! Hello! Project 2018 WINTER」で先行披露している[1]。
- 同年2月7日にリリースされたモーニング娘。20th名義のミニアルバム『二十歳のモーニング娘。』に先駆けての先行配信シングルである[2]。

## 収録曲
| #         | タイトル                                | 作詞      | 作曲      | 編曲       | 時間 |
| --------- | --------------------------------------- | --------- | --------- | ---------- | ---- |
| 1.        | 「花が咲く 太陽浴びて」                 | つんく    | つんく    | 平田祥一郎 | 4:17 |
| 2.        | 「花が咲く 太陽浴びて（Instrumental）」 | -         | つんく    | 平田祥一郎 | 4:17 |
| 合計時間: | 合計時間:                               | 合計時間: | 合計時間: | 合計時間:  | 8:34 |

## リリース日一覧
| 地域 | リリース日    | レーベル       | 規格                 | カタログ番号                                                                      |
| ---- | ------------- | -------------- | -------------------- | --------------------------------------------------------------------------------- |
| 日本 | 2018年1月28日 | UP-FRONT WORKS | ダウンロードシングル | UFDL-1390（AAC-LC・44.1kHz/16bit・128/320kbps） UFDL-1390-HR（FLAC・96kHz/24bit） |

## 参加メンバー
- 9期：譜久村聖、生田衣梨奈
- 10期：飯窪春菜、石田亜佑美、佐藤優樹
- 11期：小田さくら
- 12期：尾形春水、野中美希、牧野真莉愛、羽賀朱音
- 13期：加賀楓、横山玲奈
- 14期：森戸知沙希